# نظام إدارة

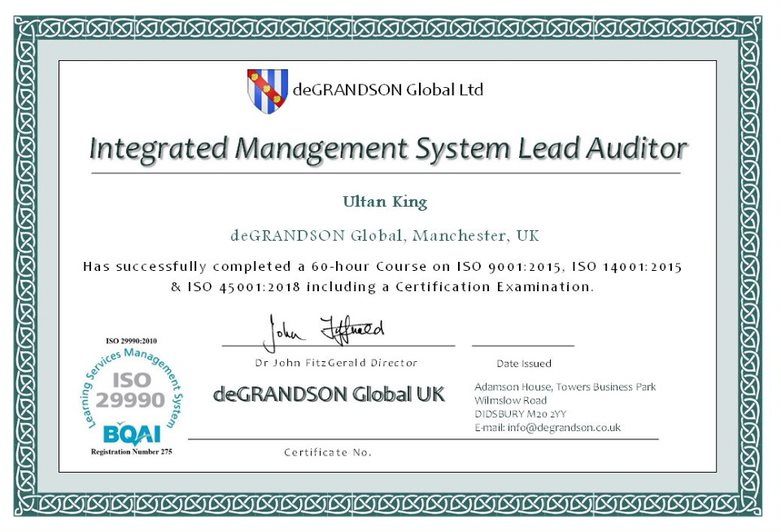
شهادة من ديغراندسون غلوبال لإجتياز تدريب مدقق لنظام الإدارة المتكامل

النظام الإداري هو إطار السياسات والعمليات والإجراءات التي تستخدمها المنظمة لضمان قدرتها على الوفاء بجميع المهام المطلوبة لتحقيق أهدافها. . وستكون هذه الأهداف مزيجًا يغطي العديد من جوانب عمليات المؤسسة (بما في ذلك النجاح المالي والتشغيل الآمن وجودة المنتج والعلاقات مع العملاء والتوافق التشريعي والتنظيمي وإدارة العمال وما إلى ذلك). على سبيل المثال، يتيح نظام الإدارة البيئية للمنظمات تحسين أدائها البيئي،  كما أن نظام الصحة والسلامة المهنية نظام  (OHSMS) يمكن المنظمة من التحكم في مخاطر الصحة والسلامة المهنية، وما إلى ذلك
سيكون جزءًا كبيرًا من نظام الإدارة شائعًا في مجموعة من الأهداف، ولكن قد يكون البعض الآخر محددًا لهدف فردي. ومع ذلك، ستحتاج العديد من المؤسسات إلى نظام إداراتها لدعم مجموعة من العديد من الأهداف المختلفة (والتي يمكن أن تكون متضاربة).
ولتبسيط الجوانب الرئيسية لنظام الإدارة هو نهج «خطط نفذ تحقق صحح،» المكون من 4 عناصر. يمكن أن يتضمن نظام الإدارة الكامل ما يصل إلى 20 عنصرًا، يغطي كل جانب من جوانب نظام الإدارة ويركز على دعم أداء نظام الإدارة لتحقيق الأهداف. يجب أن يكون نظام الإدارة قادرًا على تحسين أدائه من خلال التحسين المستمر.
قد تتضمن عناصر نظام الإدارة ما يلي:
01. مشاركة القيادة والمسؤولية
02 تحديد وامتثال لمعايير التشريع والصناعة
3 اختيار الموظف والتنسيب & ضمان الكفاءة
04. مشاركة القوى العاملة
05. التواصل مع أصحاب المصلحة 
06. تحديد وتقييم الفشل المحتمل والمخاطر الأخرى
07. الوثائق والسجلات وإدارة المعرفة
08. إجراءات موثقة
09. مراقبة المشروع وحالته وتسليمه
10. إدارة واجهات
11. المعايير والممارسات
12 إدارة التغيير وإدارة المشاريع
13. الاستعداد التشغيلي والبدء
14. الجاهزية لحالات الطوارئ
15. التفتيش وصيانة المرافق
16. إدارة النظم الحرجة
17. مراقبة العمل، تصريح العمل وإدارة مخاطر المهام
18.  اختيار وإدارة المقاولين / المزودين
19. تقرير الحوادث والتحقيق
20. التدقيق وضمان نظام إدارة المراجعة والتدخل
أمثلة من معايير النظم الإدارية تشمل:
- ISO 9000: معايير إدارة الجودة (QMS)
- ISO 14000 معايير نظم الإدارة البيئية
- منظمة العمل الدولية حول الصحة والسلامة المهنية:  نظام إدارة الصحة والسلامة المهنية
- ISO/IEC 20000: معايير إدارة أنظمة الخدمة
- FitSM: معايير إدارة خدمات المعلوماتية
- ISO/IEC 27000: إدارة أمن المعلومات (ISMS)
- ISO [2] 45001: معيار الصحة المهنية ونظم إدارة السلامة
- ISO 50001: معيار أنظمة إدارة الطاقة
- ISO 55000: معايير نظم إدارة الأصول
- SA8000: المساءلة الاجتماعية.
- نظام إدارة معايير السلامة بالوكالة الدولية للطاقة الذرية
- نموذج النضج في إدارة المشاريع التنظيمية